# کراون کینگ (آریزونا)
کراون کینگ (به انگلیسی: Crown King) یک منطقهٔ مسکونی در ایالات متحده آمریکا است که در شهرستان یاواپای، آریزونا واقع شده‌است. کراون کینگ ۱۳۳ نفر جمعیت دارد و ۱٬۷۵۹ متر بالاتر از سطح دریا واقع شده‌است.